# كارولين أوكونور (موجهة قوارب)
كارولين أوكونور (بالإنجليزية: Caroline O'Connor)‏ هي موجهة قوارب ‏ بريطانية، ولدت في 25 أبريل 1983 في إيلنغ في المملكة المتحدة.

## وصلات خارجية
- كارولين أوكونور على موقع الاتحاد الدولي للتجديف (الإنجليزية)
- كارولين أوكونور على موقع أوليمبيديا (الإنجليزية)
- كارولين أوكونور على موقع اللجنة الأولمبية البريطانية (الإنجليزية)